# Courchamps, Maine-et-Loire

Courchamps este o comună în departamentul Maine-et-Loire, Franța. În 2009 avea o populație de 453 de locuitori.